# Nanda (attrice)
Nanda Karnataki, nota solo come Nanda (Kolhapur, 8 gennaio 1939 – Mumbai, 25 marzo 2015), è stata un'attrice indiana.

## Filmografia parziale
- Bhabhi, regia di Krishnan-Panju (1957)
- Chhoti Bahen, regia di Prasad (1959)
- Dhool Ka Phool, regia di Yash Chopra (1959)
- Kala Bazar, regia di Vijay Anand (1960)
- Kanoon, regia di B. R. Chopra (1960)
- Hum Dono, regia di Amar Jeet (1961)
- Jab Jab Phool Khile, regia di Suraj Prakash (1965)
- Gumnaam, regia di Raja Nawathe (1965)
- Ittefaq, regia di Yash Chopra (1969)
- The Train, regia di Ravikant Nagaich (1970)
- Prem Rog, regia di Raj Kapoor (1982)

## Premi
- Filmfare Awards
  - 1961: "Best Supporting Actress" (Aanchal)